# Johann Samuel Wiesner
Johann Samuel Wiesner (* 1. April 1723 in Markt Taschendorf; † 21. April 1780 in Baiersdorf) war ein deutscher evangelischer Theologe, Pädagoge und Orientalist.

## Leben
Wiesner hatte die Schule seiner Geburtsstadt und das Gymnasium in Bayreuth besucht. Ausgerüstet mit den nötigen Vorkenntnissen, besonders in den alten Sprachen, begann er seine akademische Laufbahn an der Universität Jena, um sich theologischen und philosophischen Studien zu widmen. Später wechselte er an die Universität Erlangen und hörte dort unter anderem Vorlesungen bei Johann Sigismund Kripner. 1745 war Wiesner Mitarbeiter am Gymnasium in Erlangen und 1749 Konrektor der Anstalt. Mit diesen Ämtern verwaltete er zugleich das Diakonat in der Altstadt. 1752 erlangte er die Magisterwürde und trat 1755, nach Verteidigung zweier Abhandlungen de profanatione nominis divini, als Privatdozent auf.
Nachdem man ihm 1756 zum Adjunkt der philosophischen Fakultät der Erlanger Hochschule berufen hatte, übernahm er 1758 das Rektorat des Erlanger Gymnasiums und wurde Syndikus der Neustadt. 1762 übertrug ihm die Erlanger Hochschule eine außerordentliche Professur der Philosophie und er war 1769 ordentlicher Professor der morgenländischen Sprachen. 1775 führte ihn nach Baiersdorf, wo er als Superintendent bis zu seinem Lebensende wirkte.
Wiesner galt als gründlicher Kenner der orientalischen Sprachen, die er besonders für die Exegese des Alten Testaments benutzte. Zu große Bescheidenheit hielt ihn davon ab, eine grammatische Analyse der Bücher des Alten Testaments herauszugeben, mit deren Abfassung er sich viele Jahre beschäftigt hatte. Ungedruckt blieben gleichfalls eine stark vermehrte Ausgabe von Johann Buxtorf der Ältere hebräischen Abbreviaturen und die Supplementa et annotata ad Chaldaicam Danzianam in compendio grammaticae ebraeae.

## Werke
- Diss. historico- philosophica (Praes. J. S. Kripnero) de anima mundi secundum Platonem ex essentiae divinae partícula et rerum elementis composita. Erlangen 1745
- Diss. Philological I et II de profanatione nominis divini, a syntaxi Ebraeorum depulsa, ad interpretis Danziani §14. Nr. 6. Erlangen 1755–1756 (Diese Materie setzte er in 2 Programmen fort. Erlangen 1757–1758)
- Progr. de mediatore generis humani, propheta sicut Mose, ad Deuteron. 18, 15. 18. Erlangen 1756
- Progr. Pentas dictorum Veteris Testamenti, in quibus nomen divinum . . . caussa non adesse  osiendit. Erlangen 1758
- Progr. R. Lipmanni dîsputationis super Nachumi 1, 11 recensio. Erlangen 1760
- Progr. Stellam e Jacob orituram et sceptrum ex Israel surrecturum, non Davidem, sed Messiam, ad Numer. 24, 17. Erlangen 1762
- Progr. Locus Genes. 1, 26. a Lipmanni detorioníbus vindicatus. Erlangen 1762
- Progr. de graeculorum appellatione probrosa apud scriptores latinos obvia. Erlangen 1763
- Progr. de Messiae morte in medio dierum sacrum nihil in se habente incongrui; Commentatio Anti-Lipmanniana. Erlangen 1764
- Progr. de deliberatione Genes. 11, 7 obvia in divinas tantum personas conveniente; Commentatio Anti-Lipmanniana. Erlangen 1767